# جامع القدس (البصرة)
جامع القدس وكان يسمى حمدان الجزيرة سابقاً، وهو من مساجد العراق القديمة الأثرية الواقعة في محافظة البصرة، ولقد بني في عهد الدولة العثمانية عام 1132هـ/1719م، كما يذكر انهُ اعيدت صيانتهِ وعمرانه في عام 1327هـ/1910م، ويقع في قرية حمدان البلد التابعة لقضاء أبي الخصيب، ولقد كان مبنى المسجد مشيد من مادة اللبن والطين والحصير وجذوع النخل، وأعيد بناؤه وجددت عمارته فبني بالطابوق عام 1390هـ/1970م، عند فتح شارع حمدان البلد ثم أعيد بناؤه عام 1419هـ/ 1999م، وتبلغ مساحتهُ الكلية 750م2، ويقوم الحرم على أربعة أعمدة كونكريتية تحمل قبتهُ، وللحرم ثلاثة مداخل (أبواب) صنعت من الخشب الصاج، ويتوسطه محراب وعن يمينه منبر للخطابة سياجه من الخشب الصاج.
وتقام في الجامع حالياً صلاة الجمعة وصلاة العيدين والصلوات الخمس، ومن نشاطاتهِ إقامة دورات لتحفيظ القرآن الكريم لطلبة المدراس في العطلة الصيفية.